# أسماك عظمية
الأسماك العظمية أو العظميات هي فوق طائفة من الأسماك تملك هياكل مكوّنة من العظام، على عكس الأسماك الغضروفية. الأغلبية العظمى من الأسماك هي أسماك عظمية، حيث إنها مجموعة شديدة التنوع والانتشار تتألف من أكثر من 29,000 نوع. وهي بهذا أكبر طوائف الفقاريات الموجودة اليوم، حيث أن عدد أنواع الأسماك فيها يُعادل تقريباً عدد جميع الأنواع الأخرى من الفقاريات. تنقسم فوق طائفة الأسماك العظمية إلى طائفتين: شعاعيات الزعانف ولحميات الزعانف، كما أنها تتضمن حوالي 34 رتبة. تعيش في المياه العذبة والمالحة تملك فتحتان انفيتان ولها كيس هوائي يمكنها من الطفو والغوص في اعماق مختلفة

## الفيسيولوجيا
تملك هذه الأسماك هياكل مكونة من العظام، وهي أصلب بكثير من هياكل الأسماك الغضروفية لأنها تحتوي على الكالسيوم. تملك الأسماك العظمية حاسة شم قوية مثل الأسماك الغضروفية، لكن على عكس معظم طوائف الأسماك الأخرى، فإنها تملك حاسة بصر حادة أيضاً. تملك الأسماك من هذه المجموعة تكيفاً خاصاً يُتيح لها دائماً قابلية للعوم، حيث أنها تملك عضواً خاصاً يُسمى «مثانة السباحة» يَحتمي تحت الهيكل العظمي لها، وهو عبارة عن كيس مملوء بالهواء يَسمح للسمكة أن تعوم في المياه عندما تريد ذلك.
من التكيفات الخاصة الأخرى في هذه الأسماك الأوبَرك، فإذا كانت تريد السمكة التوقف وعدم السباحة، فإنها قادرة على ذلك مع الاستمرار بالتنفس وذلك ببساطة بتحريك الأوبرك الذي يُدخل الماء إلى الخياشيم. ومن العلامة المميزة الأخرى للأسماك العظمية الزعانف المزدوجة والأسنان كثيرة الفقرات. معظمها تنتمي إلى شعاعيات الزعانف، مما يَعني أنهم يَملكون زعانف شعاعية رقيقة ومرنة. أما النوع الآخر وهو لحميات الزعانف فإن الأسماك منه تملك زعانف عضلية تتصل بالعظام. .
تخصب الأسماك العظمية البيض بطريقتين: إما خارجياً، يُخصب الذكر البيض بعد أن يُطرح، أو إما داخلياً حيث يُخصب في جسد الأنثى. هناك عموماً نوعان من البيوض عندها: الذي يَعوم والذي يَغرق.

## الملاحظات
1. ↑  الأوبَرك (operculum): هو عبارة عن عظمٍ قاس يُوجد على كل من جانبي السمكة، وظيفته هي أن يُغطي ويَحمي الخياشيم في الأسماك العظمية.